# Someone is waitin' for you
Someone is waitin' for you  is een single van Lucifer. Het verscheen een jaar later op het album Margriet.
Het was hun inzending voor het Nationaal Songfestival 1976. Ze haalden een derde plaats. Sandra Reemer ging naar het Eurovisiesongfestival 1976 met The party's over en werd negende. Het nummer Someone is geschreven door M.H.Buijsman. Dat was de toenmalige naam van Margriet Eshuijs, door haar huwelijk met (bassist) Dick Buijsman, dat later stuk liep. De B-kant Contest was door hem geschreven.
De single is opgenomen in de Bovema Studio te Heemstede.

## Hitnotering
De single wist op eigen kracht de hitparade te halen.

### Nederlandse Top 40
Het stond vier weken in de tipparade zonder de eindlijst te halen.

### NederlandseDaverende 30
| Positie: | 23 | 30 | uit |